# Hysterese

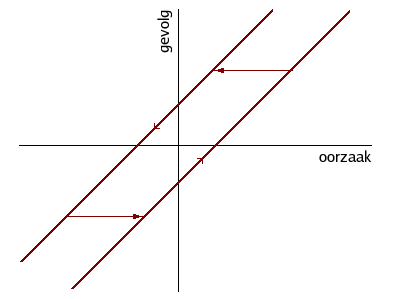
Diagram van eenvoudige hysterese

Hysterese of hysteresis (Grieks: het achterblijven) is de afhankelijkheid van de richting van een proces op het omslagpunt. Anders dan in veel andere processen is de afwijking minder of niet van belang en is er geen modulerend effect.

## Oorsprong
Hysterese wordt veroorzaakt doordat een systeem bij dezelfde externe factoren (oorzaak) twee verschillende stabiele toestanden (gevolg) heeft, de bistabiliteit. Als het systeem naar de andere toestand overgaat, zal het anders op externe veranderingen reageren.
Bij schijnbare hysterese treedt na een lange opbouw van veranderende omstandigheden een snelle omslag op waarna de omstandigheden weer tot ver beneden het eerdere omslagpunt moeten komen voordat de tegenovergestelde omslag plaatsvindt.

## Voorbeelden

### Thermostaat
Een typisch voorbeeld van hysterese is de thermostaat. Deze heeft een in- en uitschakeltemperatuur. Zodra de temperatuur onder de inschakeltemperatuur daalt, zet de thermostaat de verwarming aan. Als daarna de temperatuur begint te stijgen, wordt de verwarming niet meteen uitgezet want dan zou het systeem voortdurend worden in- en uitgeschakeld (pendelen). De thermostaat zet de verwarming pas uit als de uitschakeltemperatuur bereikt wordt. Tussen deze twee temperaturen kan de verwarming aan of uit staan, dit is afhankelijk van het voortraject (opwarming of afkoeling).

### Waterbiotoop
Een ander bekend voorbeeld van hysterese in de biologie is de omslag van een plantenrijk watermilieu in een algensoep als gevolg van eutrofiëring. De omslag naar beide relatief stabiele vormen vindt plaats bij een hoog fosfaat- en nitraatgehalte voordat er sprake is van algenbloei en een laag gehalte om weer tot een plantenrijk milieu te komen.
Daarnaast zijn het voorkomen van een zaadbank en het bestaan van een vispopulatie met brasem factoren die een belangrijke rol spelen. Dit zijn factoren die niet van de ene op de andere dag wijzigen; bij een actief biologisch beheer kunnen vissen weggevangen worden en planten worden aangeplant om het omslagpunt naar voren te halen.

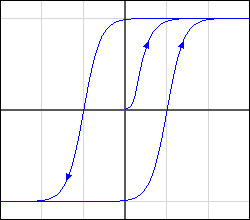
Combinatie van hysterese en verzadiging van magnetisme in ferromagnetisch materiaal

### Magnetisme
In de natuurkunde en de materiaalkunde is onder meer sprake van hysterese in ferromagnetisch materiaal, wat is weergegeven in de figuur hier rechts. Op de x-as staat de magnetische veldsterkte en op de y-as de mate van magnetisatie. Als er geen magnetisch veld is, is er (in het begin) ook geen magnetisatie en beginnen we in de oorsprong. Zodra er een magnetisch veld wordt aangelegd, zal de ferromagneet magnetisch worden. Dit gaat door totdat alle gebieden van Weiss in het materiaal dezelfde kant op staan. Het materiaal is nu maximaal gemagnetiseerd en verhoging van het magnetisch veld heeft geen invloed meer op de mate van magnetisatie. Als het magnetisch veld wordt verlaagd, zullen de grenzen van de Weissgebiedjes gedeeltelijk op hun plek blijven. Pas zodra het veld meer negatief wordt, zal de totale magnetisering ook van teken veranderen. Dit gaat door totdat alle spins de andere kant op staan en de magnetisatie volledig is omgedraaid. Overigens is hier sprake van nog drie andere elementen niet-lineariteit: een kromme karakteristiek, een dode zone en verzadiging.

### Elektronica
In de elektrotechniek komt hysterese voor bij de schmitt-trigger; door een meekoppel-circuit in een comparator leiden kleine ruissignalen niet tot omslagen in de uitgang, maar leidt een ingangssignaal van bijvoorbeeld 3 volt en hoger tot een uitgangssignaal 'AAN', terwijl bij een ingangssignaal van 2 volt en minder pas de omslag naar een uitgangssignaal 'UIT' tot stand komt. De hysterese is dan 3V - 2V = 1 volt. In een elektronische thermostaat wordt dit principe toegepast. Ook bij lichtgevoelige schakelingen (zoals een buitenlamp met lichtsensor, of automatische autoverlichting) wordt dit toegepast. Hierbij gaat het licht aan bij 20 lux en pas weer uit bij licht boven de 30 lux. De hysterese is dan 30 lux - 20 lux = 10 lux.

### Waterstand
Hysterese is ook het verschijnsel dat optreedt bij afvoeren in een rivier. Bij het Q-h-diagram, dat een relatie legt tussen het debiet (Q) en de waterstand (h) in een rivier, kan het zo zijn dat er een afwijkende afvoer is bij eenzelfde waterstand. Normaliter is het zo dat bij eenzelfde waterstand eenzelfde debiet (afvoer) optreedt. Nu kan het echter zo zijn dat bij een toenemende waterstand (wassend water) de afvoer hoger is dan bij een afnemende waterstand (vallend water) bij dezelfde waterstand.